# Фокеев, Валерий Александрович
Валерий Александрович Фокеев (15 июля 1940, Радищево, Ульяновская область, РСФСР, СССР — 7 февраля 2016) — советский и российский библиограф, библиографовед, историк библиографии, библиотечного дела и книги, преподаватель и редактор, доктор педагогических наук (1997), профессор.

## Биография
В 1961 году поступил на библиотечный факультет МГИК, который окончил в 1966 году; в том же году поступил в аспирантуру там же, окончил её в 1970 году (кандидатская диссертация «Издание и распространение произведений В. И. Ленина в СССР (ноябрь 1917—1923 гг.)», 1971).
В период с 1965 по 1967 год занимался методической деятельностью в Краснодарской и Ставропольской краевых библиотеках. В 1971 году был принят на работу в ХГИК, где заведовал кафедрами и являлся преподавателем вплоть до 1973 года. В 1974 году переехал в Минск и был принят на работу в МинГИК и МинГПИ, где преподавал до 1981 года.
В 1981 году переехал в Москву и в октябре того же года поступил в ГБЛ (РГБ), где проработал вплоть до 2000-х годов, заведовал сектором истории книги, библиотечного дела и библиографии, а также являлся главным научным сотрудником НИО библиографии. Одновременно с этим с 1980-х по 1990-е годы занимал должность доцента, а с 1997 года и профессора МГИКа (МГУКИ), а также Самарской ГАИиК. В 1996 году защитил докторскую диссертацию «Библиографическое знание: теоретико-методологическое исследование».
Член-корреспондент МАИ (1993), вице-президент и член отделения информационной культуры (1997—2016). В 1998—2001 годах — ведущий редактор журнала «Библиография».

## Научная деятельность
Основные работы посвящены библиотечному делу. биобиблиографии общественных деятелей и библиографов, книжному делу теории библиографии. Автор свыше 300 научных публикаций.
- Фокеев В. А. Библиографы : биобиблиографический справочник. — М., 2010.